# Winiarstwo

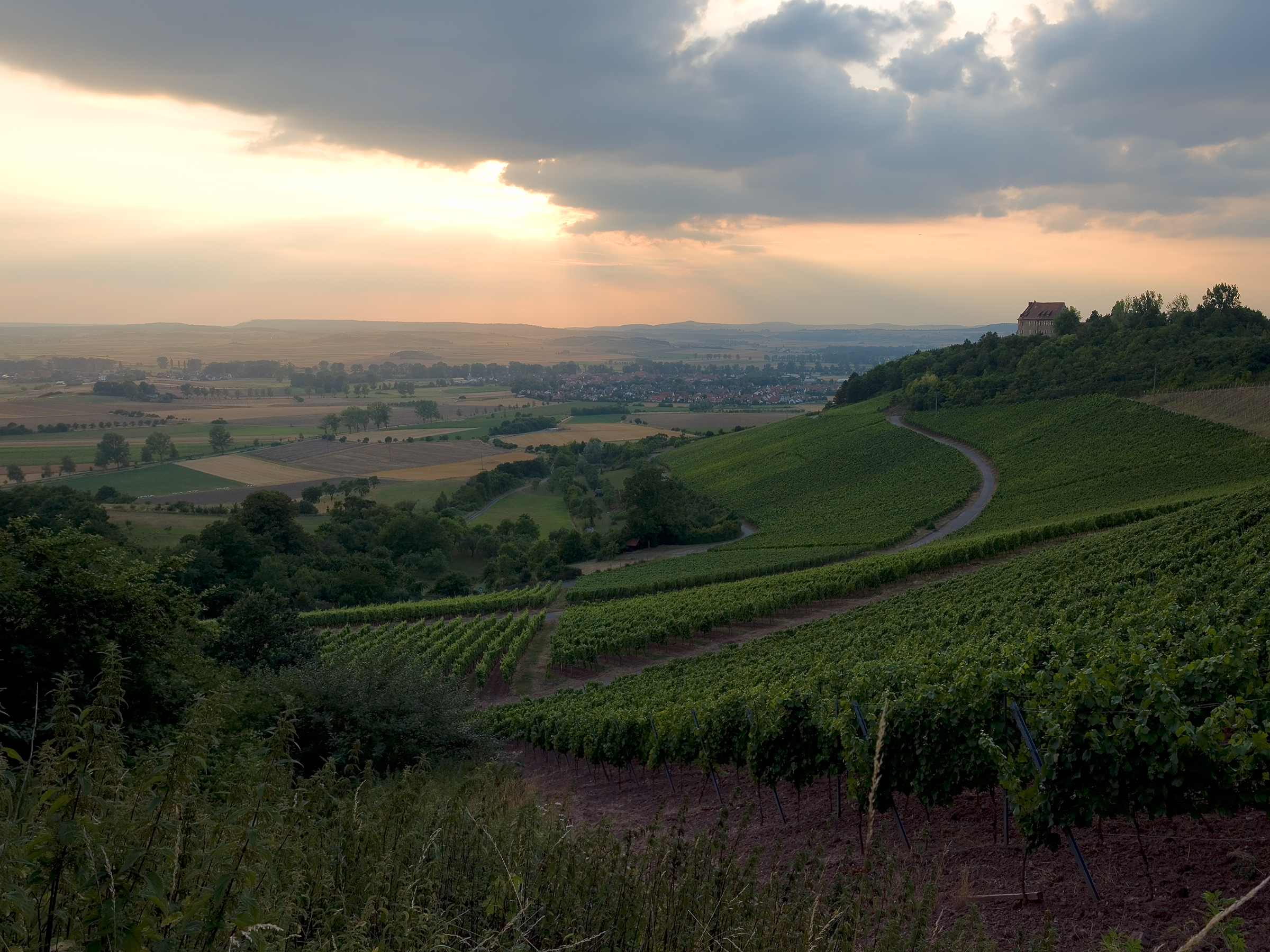
Winnice w Bawarii

Winiarstwo – działalność polegająca na wytwarzaniu wina. Działalność winiarską można prowadzić w domu, w zakładach rzemieślniczych lub w zakładach przemysłowych. Gospodarstwa skupiające się na produkcji winogron i wina gronowego nazywa się winnicami.
Winiarstwo swoimi korzeniami sięga czasów prehistorycznych. Za ojczyznę winorośli uznaje się region Kaukazu, ponieważ pierwsze ślady produkcji wina pochodzą z Gruzji, sprzed około 6000 lat p.n.e.